# Turquoiseomyces eucalypti
Turquoiseomyces ist die einzige, monotypische Gattung der Turquoiseomycetaceae, die wiederum die einzige Familie der Ordnung der Turquoiseomycetales innerhalb der Schlauchpilze (Ascomycota) sind. Sie beinhaltet nur die Art Turquoiseomyces eucalypti.

## Merkmale
Bei Turquoiseomyces eucalypti wurden bisher keine Hauptfruchtformen gefunden, die Art bildet daher keine echten Fruchtkörper, sondern fruchtkörperähnliche Conidiomata, die Pyknidien. Sie sind einzeln bis gesellig., dunkelbraun, kugelig und öffnet sich mit einem unregelmäßigen Riss. Die Wand der Pyknidie besteht aus sechs bis acht Schichten einer Textura intricata (ein Gewebe aus fädigen, stark miteinander verwobenen Hyphen). Die Konidienträger füllen die innere Höhlung der Pyknidie aus. Sie sind umfassend verzweigt, septiert, leicht gehäuft, blass grünbraun, fein aufgeraut und beinahe zylindrisch. Die konidiogenen Zellen sind flaschenförmig bis beinahe zylindrisch, blass grünbraun leicht aufgeraut, entsteht sowohl am Ende als auch interkalar der Hyphen. Die Konidien sind einzeln, beinahe zylindrisch, mit Tröpfchen, glattwandig, im Schnitt einfach septiert, der Apex ist verdickt mit einer schleimigen Haube, die Basis ist etwas sich verjüngend. Sie sind gestutzt und spiegelnd.

## Lebensweise und Verbreitung
Turquoiseomyces eucalypti wurde bisher nur in  New South Wales (Cobb Highway) auf Blättern von Eucalyptus leptophylla gefunden.

## Systematik und Taxonomie
Turquoiseomyces eucalypti wurde 2019 von Pedro Willem Crous erstbeschrieben und wurde als einzigen Vertreter einer neuen Ordnung innerhalb der Lacanoromyceten erkannt, daher erfolgte auch die Erstbeschreibung der Gattung, der Familie und der Ordnung. Der Name Turquoiseomyces bezieht sich auf die grün-blaue Verfärbung des Wirtsgewebes rund um die Koniomata.